# Stadionul 1 Mai (Slobozia)
Stadionul 1 Mai – wielofunkcyjny stadion w Slobozii, w Rumunii. Obiekt może pomieścić 5000 widzów. Swoje spotkania rozgrywają na nim piłkarze klubu Unirea Slobozia.